# Осима (округ, Токио)
Округ Осима (яп. 大島支庁 О:сима-ситё:) — округ в составе Токио.
Территория округа состоит из нескольких островов в составе архипелага Идзу. К юрисдикции округа относятся следующие населённые пункты:
- Посёлок Осима на острове Идзуосима,
- Село Тосима на острове Тосима,
- Село Ниидзима на островах Ниидзима и Сикинедзима,
- Село Кодзусима на острове Кодзусима.